# Aspidium barbigerum
Aspidium barbigerum là một loài dương xỉ trong họ Tectariaceae. Loài này được T. Moore ex Hook. Christ mô tả khoa học đầu tiên năm 1897.